# Козловка (посёлок, Новодеревеньковский район)
Козло́вка — посёлок в Новодеревеньковском районе Орловской области России.
Входит в состав Никитинского сельского поселения.

## География
Посёлок находится в северо-восточной части региона, в лесостепной зоне, в пределах центральной части Среднерусской возвышенности, на правом берегу реки Любовши, юго-западнее деревни Серговка и севернее деревни Большая Мамоновка. Рядом с Козловской находится большой лесной массив.

### Климат
Климат умеренно континентальный, с умеренно холодной снежной зимой и тёплым летом. Среднегодовая температура воздуха — 4,9 °C. Средняя многолетняя температура самого холодного месяца (января) составляет −9,7 °С, средняя температура самого тёплого (июля) — 19 °С. Среднегодовое количество атмосферных осадков составляет 490—590 мм, из которых большая часть выпадает в тёплый период. Снежный покров держится в течение 126 дней.

## Население
| 2010 |
| ---- |
| 0    |